# シャイアン語
シャイアン語（シャイアン語: Tsėhesenėstsestotse）は、インディアンの言語である。話者はシャイアン族の人々であり、主にモンタナ州やオクラホマ州に居住している。言語分類的には、アルゴンキン語族に属している。